# Artsvanist
Artsvanist (armeniska: Արծվանիստ) är en ort i Armenien. Den ligger i provinsen Gegharkunik, i den centrala delen av landet, 90 kilometer öster om huvudstaden Jerevan. Artsvanist ligger 2 056 meter över havet och antalet invånare är 2 819.
Terrängen runt Artsvanist är kuperad söderut, men norrut är den platt. Terrängen runt Artsvanist sluttar norrut. Närmaste större samhälle är Martuni, 18,0 kilometer väster om Artsvanist. 
Trakten runt Artsvanist består i huvudsak av gräsmarker. Runt Artsvanist är det ganska tätbefolkat, med 72 invånare per kvadratkilometer.